# Xã Turtle River, Quận Grand Forks, Bắc Dakota
Xã Turtle River (tiếng Anh: Turtle River Township) là một xã thuộc quận Grand Forks, tiểu bang Bắc Dakota, Hoa Kỳ. Năm 2010, dân số của xã này là 174 người.